# Erastroides curvifascia
Erastroides curvifascia là một loài bướm đêm trong họ Noctuidae.